# Gunnar Halle
Gunnar Halle (Larvik, 1965. augusztus 11. –) norvég labdarúgóhátvéd, 2004 óta edző. Játékosként sok évet töltött Angliában, sokszor volt norvég válogatott. 64 válogatott meccsén 5 gólt lőtt, köztük egy San Marino elleni emlékezetes mesterhármast, ott volt az 1994-es labdarúgó-világbajnokságon, majd négy év múlva az 1998-as labdarúgó-világbajnokságon is. 2013 óta a Strømmen edzője, 2014 óta a norvég U15-ös labdarúgó-válogatottat is irányítja.

## Pályafutása
Larvikban született, pályafutását a helyi Nesjarban kezdte.
Halle norvég élvonalbeli pályafutását a Lillestrømnél kezdte  1985-ben, ahová a Larvik Turntól igazolt. Gyorsan kezdő lett, 1986-ban és 1989-ben bajnoki címet nyert. 1991 nyarán az Oldham Athletic vásárolta meg 250 000 fontért, az angol csapatban 200 mérkőzést játszott, a csapat Premier League-szereplésének egyik üde színfoltja volt. 1996 nyarán 500 000 fontért szerződtette a Leeds United, majd három szezonnal később a Bradford Citybe igazolt, ahol újabb három idényt töltött, kétszer talált be a Darlington elleni ligakupa-meccsen és a Portsmouth elleni bajnokin. Egy rövid Wolverhampton Wanderers-időszak zárta le angliai karrierjét. 2002-ben visszatért a norvég Lillestrømbe.
Halle visszavonulása előtt még másfél szezont játszott a Lillestrømben, a 2004-es szezonra a harmadosztályú Aurskog/Finstadbru játékosedzője lett. A 2005-ös és a 2006-os szezonban a Lillestrøm segédedzője volt, de 2006. november 13-án Uwe Rösler vezetőedzővel együtt menesztették. A párt pár nap múlva kinevezték a Viking élére.
2008 decemberében a Lynhez igazolt segédedzőként. 2009 augusztusában Kent Bergersen menedzser menesztése után Halle lett a vezetőedző. A szezon végén a klub kiesett az élvonalból, a 2010-es szezon előtt nevét FK Lynre változtatták. 2010. június 30-án a klub csődöt jelentett. 2010. augusztus 30-án kinevezték a Molde FK új segédedzőjévé, megint együtt dolgozott Röslerrel. A szezon során végig a duó edzette a csapatot.
2012 februárjában Halle lett Eli Landsem új segítője a norvég női labdarúgó-válogatottnál. 2013-ban a Strømmen IF-be szerződött hasonló posztra.

### Sikerei, díjai
Lillestrøm SK
- Norvég I. Liga: 1986, 1989

## Fordítás
Ez a szócikk részben vagy egészben  a   Gunnar Halle című angol Wikipédia-szócikk ezen változatának fordításán alapul.  Az eredeti cikk szerkesztőit annak laptörténete sorolja fel. Ez a jelzés csupán a megfogalmazás eredetét és a szerzői jogokat jelzi, nem szolgál a cikkben szereplő információk forrásmegjelöléseként.